# Macropipus pusillus
Macropipus pusillus är en kräftdjursart som först beskrevs av Leach 1816.  Macropipus pusillus ingår i släktet Macropipus och familjen simkrabbor. Inga underarter finns listade i Catalogue of Life.